# Homonota darwinii macrocephala
El gecko salteño o gecko cabezón (Homonota darwinii macrocephala) es una de las 2 subespecies de lagartos gekónidos que integran la especie Homonota darwinii, un saurio de hábitos nocturnos y de dieta insectívora. A diferencia del taxón subespecífico nominal, esta forma es muy poco conocida, siendo endémica de un área limitada del noroeste de la Argentina.

## Distribución y hábitat
Homonota darwinii macrocephala es un endemismo de la Argentina. Solo se la conoce de la localidad tipo: El Quebrachal, perteneciente a la tercera sección del departamento de Anta, provincia de Salta, en el noroeste del país. La altitud de la ciudad es de 326 m s. n. m., y está inmersa en bosques ecorregionalmente pertenecientes a la ecorregión terrestre chaco occidental Fitogeográficamente el área pertenece al distrito fitogeográfico chaqueño occidental de la provincia fitogeográfica chaqueña. Se encuentran bosques de vinal, algarrobos, quebrachos blanco y colorado santiagueño, mistol, itín, etc.

## Taxonomía
Homonota darwinii macrocephala fue descrita originalmente en el año 1978 por el herpetólogo italiano José Miguel Alfredo María Cei.
Es un taxón muy poco conocido, no volviéndoselo a capturar desde que se hizo lo propio con los ejemplares que sirvieron para describirlo. Para algunos merecería la elevación a especie plena.
Localidad tipo
La localidad tipo es: El Quebrachal, provincia de Salta, Argentina. 
Etimología
Etimológicamente el término genérico Homonota deriva de las palabras en idioma griego homos que significa ‘uniforme’, ‘mismo’, ‘similar’ y notos que se traduce como ‘dorso’ o ‘espalda’. El nombre específico darwinii honra el apellido del naturalista inglés Charles Darwin, quien 50 años antes había capturado el ejemplar tipo en la costa santacruceña de la Patagonia árida, durante su célebre viaje sobre el bergantín “Beagle”. La denominación subespecífica macrocephala está formada por dos palabras del idioma griego: ‘’Macro’’ que significa 'grande' y  ‘‘cephala’’ que se traduce como 'cabeza', es decir: 'cabeza grande', en alusión a una de las características diferenciales del taxón.
Características diagnósticas
H. d. macrocephala posee un patrón cromático dorsal consistente en un fondo pardo ocráceo con bandas oscuras transversales, irregulares y confusas. No posee una definida línea vertebral clara.
La otra subespecie (H. darwinii darwinii Boulenger, 1885) habita en la Patagonia argentina, encontrándose desde la provincia de Mendoza (dique El Nihuil) hacia el sur. Entre ambas media una distancia en línea recta de 1160 km donde la especie está ausente. Homonota darwinii macrocephala se diferencia de la forma patagónica (y de otras especies del género Homonota) por una combinación de caracteres diagnósticos:
- Tamaño: es menor, con una longitud entre hocico y cloaca promedio de 40 mm (con extremos de 33 a 47 mm en 10 ejemplares adultos) mientras que el promedio de la típica es de 55 mm;
- Cabeza: es proporcionalmente más robusta y larga (24,7 a 28,7 % del largo del cuerpo (contra 21,04 a 23,4 % en la típica);
- Ojo: Diámetro mayor;
- Hocico: es más rechoncho y breve;
- Escamas quilladas en el dorso: muy pocas;
- Escamas suprainfalabiales: 5 a 6. Esto rompe el cline pues es similar al número de las poblaciones patagónicas pero es menor que las poblaciones más próximas de la forma típica -las de Mendoza- (6 a 8);
- Coloración ventral: de base blancuzca con escamado pigmentado, lo que le otorga una apariencia grisácea (contra blanco inmaculado en la típica).